# Mimon
Mimon é um gênero de morcegos da família Phyllostomidae.

## Espécies
- Mimon bennettii (Gray, 1838)
- Mimon cozumelae Goldman, 1914

- Referências

1. ↑  «Mammal Species of the World - Browse: Mimon». www.departments.bucknell.edu. Consultado em 17 de janeiro de 2021